# آنتون تکاچ
آنتون تکاچ 
(به اسلواکی: Anton Tkáč) (۳۰ مارس ۱۹۵۱ – ۲۲ دسامبر ۲۰۲۲) دوچرخه‌سوار اهل اسلواکی بود.
او در مسابقات کشوری و بین‌المللی در مجموع برندهٔ ۴ مدال طلا و ۱ مدال برنز شد.